# Generalguvernører af Filippinerne
Indtil 1935 blev Filippinerne regeret af Generalguvernører. Landet blev først uafhængigt i 1946, men allerede fra 1935 fik landet sin egen præsident.

## Spanske generalguvernører (1571-1899)

### Spansk kolonialregering (1571-1762)
- Miguel Lopez de Legazpi (1571-72)

…

### Britisk besættelse af Manila (1762-64)
…

### Spansk kolonialregering (1764-1899)
…
- Diego de los Ríos (1898-99)

 Dette afsnit eller denne liste er kun påbegyndt. Hvis du ved mere om emnet, kan du hjælpe Wikipedia ved at tilføje mere.

## Amerikanske generalguvernører (1898-1946)

### Amerikansk militærregering
- Wesley Merritt (1898)
- Elwell S. Otis (1898-1900)
- Arthur MacArthur, Jr. (1900-01)

### Amerikanske generalguvernører
- William Howard Taft (1901-03)
- Luke Edward Wright (1904-06)
- Henry Clay Ide (1906)
- James Francis Smith (1906-09)
- William Cameron Forbes (1909-13)
- Newton W. Gilbert (1913)
- Francis Burton Harrison (1913-21)
- Charles Yeater (1921)
- Leonard Wood (1921-27)
- Eugene Allen Gilmore (1927)
- Henry L. Stimson (1927-29)
- Eugene Allen Gilmore, 2. gang (1929)
- Dwight F. Davis (1929-32)
- George C. Butte (1932)
- Theodore Roosevelt, Jr. (1932-33)
- Frank Murphy (1933-35)